# 黃飛鴻之王者無敵
《黃飛鴻之王者無敵》是2019年中國電影，由仇新宇與黑子执导，薛江涛、马瑶瑶、杨乾龙、周子熙等人主演。該片由东峰文化、奇树有鱼出品，2019年7月28日於爱奇艺VIP会员频道播出。主要講述黃飛鴻追回被盜国宝「墨龙图」的故事。

## 劇情
十三姨因與黃飛鴻不合，一氣之下前往上海投奔外國同學皮特。另一方面，國寶「墨龙图」在運往廣州途中被劫，黃飛鴻受總督大人之託，攜弟子鬼腳七前往上海追尋劫走墨龙图的盜賊。在上海，黃飛鴻無意中救下被斧頭幫追趕的日本女孩信子。信子的兄長甲山太郎其實與劫走墨龙图的盜賊依佐木源是一夥的，而皮特也在暗中從事盜賣文物的非法行徑，墨龙图即落入他之手。甲山太郎將斧頭幫九爺的死嫁禍給黃飛鴻，並意圖殺死黃飛鴻，所幸信子救出黃飛鴻，並揭露了皮特的惡行。黃飛鴻、鬼腳七與斧頭幫的阿坤闖入碼頭，與甲山太郎與依佐木源大戰，終將二人擊斃，但阿坤也不幸身亡。
皮特將十三姨與墨龙图帶到加拿大，黃飛鴻亦帶鬼腳七隨後追來，歷經一番打鬥後將皮特擊斃，救出十三姨及奪回墨龙图。

## 演員
- 薛江涛 飾 黃飛鴻
- 马瑶瑶 飾 十三姨
- 杨乾龙 飾 鬼腳七
- 周子熙 飾 信子
- 郑文森 飾 依佐木源
- 王星壹 飾 蘇乞兒
- 史洪波 飾 九爺
- 梁傲 飾 阿坤[3]
- 芮丹尼 飾 皮特
- 孫銀銀 飾 唐武
- 鄭皓天 飾 甲山太郎

## 製作
影片最初名為《黄飞鸿决战加拿大》，2018年8月8日在常州開機。
當劇組在拍攝一幕苏乞儿和黄飞鸿在屋頂上的打鬥戲時，有一部分是真的在七層樓高的屋頂上完成的。

## 外部連結
- 豆瓣电影上《黃飛鴻之王者無敵》的資料 （简体中文）